# Gloria Hooper
Gloria Hooper, Baroness Hooper (n. 25 mai 1939) este un om politic britanic, membru al Parlamentului European în perioada 1979-1984 din partea Regatului Unit.